# Банлок (Румунія)
Банлок (рум. Banloc) — село у повіті Тіміш в Румунії. Входить до складу комуни Банлок.
Село розташоване на відстані 404 км на захід від Бухареста, 42 км на південь від Тімішоари.

## Населення
За даними перепису населення 2002 року у селі проживала 1581 особа.
Національний склад населення села:
| Національність | Кількість осіб | Відсоток |
| -------------- | -------------- | -------- |
| румуни         | 1328           | 84,0%    |
| цигани         | 203            | 12,8%    |
| угорці         | 20             | 1,3%     |
| українці       | 15             | 0,9%     |
| серби          | 8              | 0,5%     |
| німці          | 6              | 0,4%     |

Рідною мовою назвали:
| Мова       | Кількість осіб | Відсоток |
| ---------- | -------------- | -------- |
| румунська  | 1341           | 84,8%    |
| циганська  | 202            | 12,8%    |
| угорська   | 18             | 1,1%     |
| українська | 8              | 0,5%     |
| сербська   | 8              | 0,5%     |